# Stadion pod Kraljevicom
Stadion pod Kraljevicom – wielofunkcyjny stadion w Zaječarze, w Serbii. Obiekt może pomieścić 5000 widzów. Swoje spotkania rozgrywają na nim piłkarze klubu Timok Zaječar.